# IText
iText（アイテキスト）は、Mac向けのフリーのテキストエディタ。Windows版も公開されており、ほぼ同等の機能・使い勝手を実現している。最新バージョンはMac版が3.1.7、Windows版が3.1.6。macOS専用のiText Expressもリリースされており、こちらの最新版は3.1となっている。開発者は山下道明。
なお、JavaでPDFを扱うオープンソースのライブラリであるIText_(PDFライブラリ)とは無関係である。

## 概要
もともとiMacにフィットする簡易なテキストエディタとしてリリースされ、1998年最初のバージョンが公開されたが、バージョンアップのたびにLightWayTextの機能を取り込み、簡易目次機能や文字カウント、文字の置換などの機能をそなえた。さらに縦書きやルビ、段組み、行間隔の調整や画像の貼り込みなども可能で、簡易ワープロとしての機能をそなえている。機能強化版のiText Pro（シェアウェア）もある。